# Гідравлічний удар

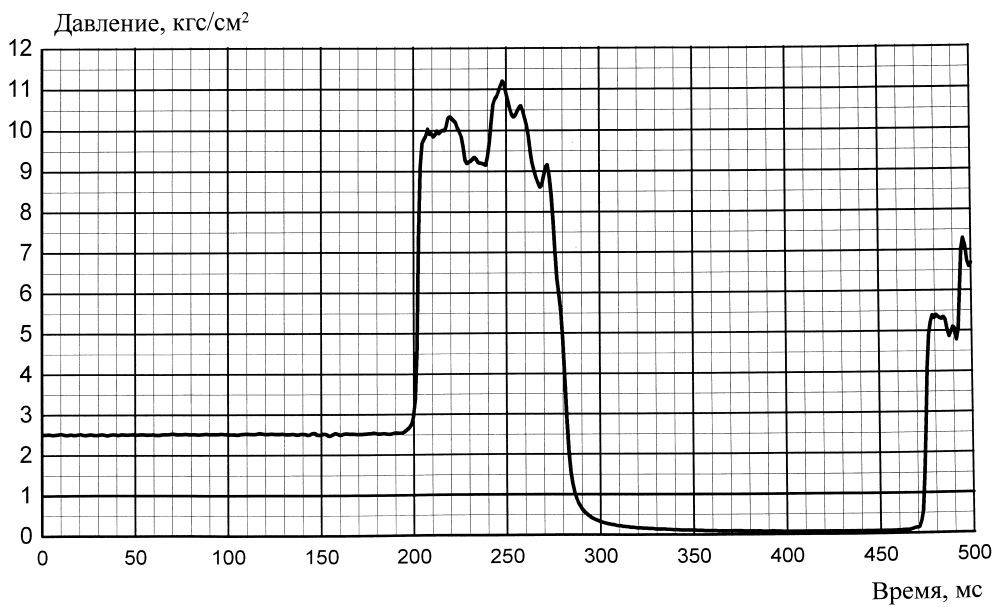
Приклад експериментальної залежності тиску від часу при гідравлічному ударі після різкого закриття засувки в трубопроводі. Видно зниження тиску нижче атмосферного під час фази розрідження.

Гідравлі́чний уда́р (англ. hydraulic impact, hydraulic shock, water hammer; нім. Druckwelle f, hydraulischer Stoss m, hydraulischer Schlag m) — явище підвищення або зниження гідромеханічного тиску в напірному трубопроводі, викликане зміною в часі і в будь-якому перерізі трубопроводу швидкості руху рідини (наприклад, через відкривання або закривання засувки).

## Гідравлічний удар у трубопроводі

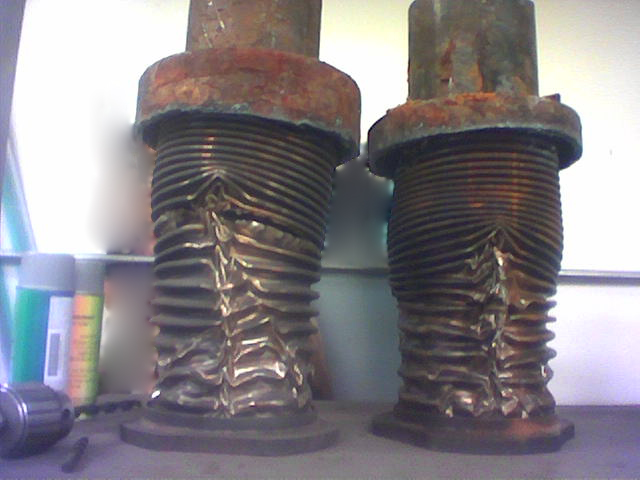
Деформація перехідних патрубків трубопроводів від гідроудару

Гідравлічний удар у трубопроводі, (рос. гидравлический удар в трубопроводе; англ. water hammer, hydraulic impact in pipeline; нім. Wasserschlag m in Rohrleitungen f)  — різка зміна тиску рідини в трубопроводі при раптовій зупинці насосів, що поширюється у рідині зі швидкістю звуку в напрямі, протилежному її течії. Зона зниженого тиску, що виникає за засувкою трубопроводу, поширюється за течією потоку. При значному зниженні тиску і розриві суцільності потоку за закритою засувкою може виникнути зворотний гідравлічний удар (викликається різким припливом рідини в порожнину низького тиску).
Гідравлічний удар у вигляді хвиль збурення поширюється вздовж трубопроводу зі швидкістю звуку в даному середовищі. Гідравлічний удар може визначатися висотою hуд стовпа рідини певної об'ємної ваги або величиною тиску удару Δ Руд.
Якщо гідравлічний удар являє собою хвилю підвищення тиску (миттєве закривання труби), то він називається додатнім; удар, зумовлений зниженням тиску (відкривання затвора), — від'ємним.
При різкому перекритті потоку спочатку зупиниться шар рідини безпосередньо біля крана (засувки). Внаслідок переходу кінетичної енергії в потенціальну тиск у цьому шарі зросте. Так як рідина до певної міри стискувана, то зупинки всієї її маси в трубопроводі не відбудеться миттєво. Границя об'єму зупиненої рідини переміщається вздовж трубопроводу. Час, за який хвиля гідроудару подолає шлях L від точки зупинки до початку трубопроводу (наприклад, до насоса) і повернеться назад, називається фазою гідроудару. Вона може бути визначена за формулою:
{\displaystyle T={\frac {2L}{c}}},
де с — швидкість поширення ударної хвилі.
Теоретично при миттєвому перекритті потоку, що рухається в трубопроводі з швидкістю V, відбувається миттєва зміна тиску в трубопроводі біля місця перекриття на величину Δp. Вона визначається за формулою М. Є. Жуковського:
{\displaystyle \Delta p=\rho Vc\!\,},
де Δp — підвищення тиску при гідроударі, Н/м²;
ρ — густина рідини, кг/м³;
V — швидкість течії рідини до гідравлічного удару, м/с;
c — швидкість поширення хвилі ударного тиску в рідині, м/с.
Швидкість c поширення хвилі ударного тиску вздовж трубопроводу
{\displaystyle c={\frac {c_{0}}{\sqrt {1+(E/E_{T})(d/\delta )}}}},
де Е — об'ємний модуль пружності рідини, Н/м²;
ЕT — модуль пружності матеріалу стінок труби, Н/м²;
δ — товщина стінок труби, мм ;
d — внутрішній діаметр труби, мм;
{\displaystyle c_{0}={\sqrt {\frac {E}{\rho }}}} — швидкість поширення звуку в рідині. Для води при t=10 °C c0=1435 м/с.
Якщо час закривання затвора t є меншим від фази удару (час проходження ударною хвилею подвоєної довжини L труби), то такий удар називають прямим, а в протилежному випадку — непрямим.
У випадку непрямого гідроудару підвищення тиску розраховується за формулою Жуковського у вигляді
{\displaystyle \Delta p=\rho Vc{\frac {T}{t_{K}}}\!\,},
де tK — час повного перекриття трубопроводу засувкою.

## Методи боротьби з гідроударом
Гідравлічний удар іноді виникає в магістральних нафтопроводах або продуктопроводах (вуглепроводах) при раптовій зупинці насосів на проміжній насосній станції, а також в системах живлення механізованих кріплень гірничих виробок при раптовому переміщенні великих мас гірських порід, яка утримувалася кріпленням.
Для боротьби з гідроударом вдаються до наступних заходів:
- у місцях можливої появи гідроудару (біля засувок) встановлюють повітряно-гідравлічні ковпаки — гасильники удару;
- шляхом зменшення швидкості закриття крана, прямий гідроудар перетворюють у непрямий (tK > T);
- на трубопроводі встановлюють перепускні або зворотні клапани;
- засувки встановлюють на початку трубопроводу (L → min).

В окремих випадках ефект гідроудару використовується для створення великих тисків, як наприклад, у листовому штампуванні.

### Захист трубопроводів від гідравлічних ударів
При створенні та експлуатації ГТС підвищену увагу в першу чергу приділяють заходам по запобіганню виникнення гідравлічних ударів, оскільки навіть погашений удар слід розглядати як аварійний. Використання гасників гідравлічних ударів запобігає руйнуванню труб та обладнання, але ще не виключає можливості закорковування трубопроводів внаслідок зменшення швидкості гідросуміші при планових та нештатних зупинках гідротранспортної системи.
Оскільки величина гідравлічного удару прямо пропорційна швидкості руху гідросуміші, то зменшення її могло б зменшити гідравлічний удар. Проте робоча швидкість транспортування гідросуміші, яку вибирають для забезпечення найбільшої ефективності гідротранспорту, лише ненабагато перевищує критичну, і подальше її зниження з точки зору надійності транспортування недоцільне.
Другим фактором, який визначає величину гідравлічного удару, є швидкість поширення ударної хвилі, зменшити яку можна шляхом зменшення пружності гідросуміші додаванням третьої фази — повітря, що аж ніяк не сприяє оптимізації її параметрів, або підвищуючи еластичність труби зменшенням товщини стінок та вибором відповідного матеріалу, що суперечить вимозі забезпечення довговічності трубопроводів в умовах інтенсивного гідроабразивного зношування.
Досвід експлуатації та великий обсяг експериментальних досліджень свідчать про те, що найсприятливішими технологічними операціями для дестабілізації тиску в гідротранспор тних системах є пуски та зупинки у штатних і нештатних ситуаціях. Превентивні заходи полягають у правильній організації пуску, належному розташуванні та підтримці у робочому стані запірної арматури (особливо зворотних клапанів), розстановці проміжних насосних станцій у багатоступінчастих ГТС.
Після зупинки системи, якщо ця операція не супроводжується промивкою, на дні трубопроводів залишається нерухомий
шар твердого матеріалу. Щоб уникнути утворення корків, закупорок і, як наслідок, гідравлічних ударів, пуск гідротранспортної системи здійснюють, поступово збільшуючи швидкість потоку, що забезпечує повільний розмив донних відкладень. При необхідності випуску повітря з системи трубопровід перед пуском заповнюють транспортною (технологічною) рідиною, починаючи з нижнього його кінця. Промивка вертикальних трубопроводів після зупинки є обов'язковою.
Щоб запобігти гідравлічним ударам при пусках та зупинках насосів на головній та проміжних станціях багатоступінчастих гідротранспортних систем, ці операції слід здійснювати у такій послідовності:
- пуск послідовно включених насосів здійснюють у прямій послідовності, тобто спочатку запускають головний, а далі

перший проміжний, другий проміжний і т. д.;
- зупинку послідовно включених насосів здійснюють у зворотній послідовності, тобто спочатку зупиняють насоси кінцевої насосної станції, далі попередньої, і таким чином до насосів головної насосної станції.

Досвід свідчить про те, що в гідротранспортних, особливо багатоступінчастих, системах завжди можливим є виникнення
випадкових нештатних ситуацій, що призводять до дестабілізації тиску. Виходячи з можливості виникнення таких нештатних ситуацій, гідротранспортні системи обладнують засобами гасіння гідравлічних ударів.
До таких засобів, зокрема, можна віднести установку на нагнітальному патрубку головного насоса, а також на всмоктувальних та нагнітальних патрубках проміжних насосів (при послідовній роботі), відвідних патрубків з діаметром, меншим за діаметр основного трубопроводу, із запірними органами. При планових запусках та зупинках насосів запори відкриваються і залишаються у відкритому стані, доки процес установиться (при пусках) або до повного затухання коливального процесу (при зупинках).
Для захисту гідротранспортних систем від гідравлічних ударів застосовують такі типи гасників:
- з пружним робочим органом;
- із зрізним елементом;
- з повітряно-гідравлічним елементом;
- з розривною мембраною;
- з пружинним елементом;
- із зворотним клапаном подвійної дії.

Одним з найнадійніших засобів запобігання гідравлічним ударам, як на окремих відцентрових насосах, так і на послідовно включених при відсутності на їхньому всмоктувальному патрубку приймальних клапанів, є гасник з обвідною трубою та зворотним клапаном двобічної дії. Наявність обвідної труби виключає можливість зіткнення зворотного потоку із запірним органом зворотного клапана під час його закриття при зупинці насоса. Спрямовування зворотного потоку з нагнітального трубопроводу у всмоктувальний перешкоджає виникненню хвилі підвищеного тиску і, таким чином, відвертає виникнення гідравлічного удару.
Отже, гідравлічний удар є серйозною проблемою в трубопровідних системах, що може призвести до пошкодження обладнання, руйнування трубопроводів та значних фінансових втрат. Це явище виникає через раптову зміну швидкості рідини в трубопроводі, що спричиняє різкий стрибок тиску. Вплив гідроудару залежить від характеристик рідини, матеріалу трубопроводу, швидкості потоку та способу експлуатації системи. Надмірне підвищення або зниження тиску може стати причиною аварійних ситуацій, що вимагають дорогого ремонту та модернізації мережі.
Методи боротьби з гідравлічним ударом включають технічні рішення, спрямовані на зменшення швидкості закриття затворів, встановлення регулюючих пристроїв, застосування перепускних клапанів, використання зрівняльних резервуарів та акумулюючих вставок. Також ефективними є зміни конструкційних характеристик трубопроводів, зокрема збільшення їх діаметра або використання матеріалів із кращими демпфувальними властивостями. Важливу роль відіграють правильне проектування трубопровідних систем, їх технічне обслуговування та своєчасний ремонт. Застосування запобіжних пристроїв та автоматизованих систем контролю може суттєво знизити ризик виникнення гідроудару та підвищити безпеку експлуатації трубопроводів.
Деякі методи передбачають використання явища гідроудару в корисних цілях, наприклад, у гідротаранах для безнасосного підйому води. Це показує, що контрольований гідравлічний удар може бути не лише загрозою, а й ефективним засобом для вирішення технічних завдань. Зокрема, у водопостачальних системах гідротарани дозволяють транспортувати рідину без використання електроенергії, що забезпечує енергоефективність і знижує експлуатаційні витрати.
Загалом, боротьба з гідравлічним ударом є важливою складовою забезпечення надійності трубопровідних систем. Комплексний підхід, що поєднує інженерні розрахунки, сучасні технічні засоби та заходи профілактики, дозволяє мінімізувати ризики та підвищити ефективність роботи гідравлічних мереж. Правильне застосування методів захисту не тільки запобігає руйнуванню трубопроводів, а й сприяє їх довговічності, що є ключовим аспектом безпечної та економічно вигідної експлуатації інженерних мереж

## Інтернет-ресурси
- What Is Water Hammer and Why Is It Important That You Prevent it? [Архівовано 26 жовтня 2021 у Wayback Machine.]
- Use accumulator to prevent water hammer in pipeline [Архівовано 23 жовтня 2021 у Wayback Machine.]
- What Is Water Hammer/Steam Hammer? [Архівовано 26 жовтня 2021 у Wayback Machine.]
- «Water hammer» [Архівовано 26 жовтня 2021 у Wayback Machine.]—YouTube (animation)
- «Water Hammer Theory Explained» [Архівовано 23 жовтня 2021 у Wayback Machine.]—YouTube; with examples